# Philoscia affinis
Espèce
Philoscia affinis est une espèce de crustacés isopodes de la famille des Philosciidae.

## Répartition géographique
Philoscia affinis est visible en Europe ainsi qu'en Algérie. Elle vit principalement dans les bois ou sur les rives boisées des rivières.

## Liste des sous-espèces
Selon GBIF (22 février 2023) :
- Philoscia affinis affinis Verhoeff, 1933
- Philoscia affinis sabinorum Verhoeff, 1933

## Systématique
Le nom valide complet (avec auteur) de ce taxon est Philoscia affinis Verhoeff, 1908.
Philoscia affinis a pour synonymes :
- Philoscia algirica Dollfus, 1896
- Philoscia aprutiana Verhoeff, 1931
- Philoscia muscorum affinis Verhoeff, 1908
- Philoscia muscorum triangulifera Verhoeff, 1918
- Philoscia pracchiensis Verhoeff, 1933
- Philoscia triangulifera Verhoeff, 1918